# Classe Circé (chasseur de mines)
Pour les autres classes de navires du même nom, voir Classe Circé.
La classe Circé est une classe  de 5 chasseurs de mines français construits par les Constructions Mécaniques de Normandie (CMN de Cherbourg) puis armés à la base navale par le groupe DCNS.

## Conception
La classe Circé est une nouvelle génération de bâtiments de guerre des mines français. Ces 5 unités sont conçues pour la détection, l'identification et la destruction des mines jusqu'à 60 mètres de profondeur.
La conception de la coque est due aux Chantiers Félix Amiot : la charpente et la coque sont en bois lamellé, les fixations sont réalisées par collage et boulons et chevilles en acier amagnétique et les superstructures sont  en composite verre résine (CVR).

### Moyens techniques
Complémentaires des dragueurs de mines encore en service, ces unités ne disposaient d'aucun moyen de dragage. La destruction des mines à influence se faisait par :
- 6 plongeurs-démineurs
- 2 engins PAP 104 (Poisson Auto-Propulsé)[1]

## Service
Les 5 unités ont été affectées à la base navale de Brest au sein du 25e DICHAM (Division de CHAsseurs de Mines) pour nettoyer les routes des sous-marins stratégiques.

Entre 1973 et 1985 ils ont effectué une longue mission de déminage du Canal de Suez.

En 1995, ils sont affectés au nouveau 15e DICHAM de Cherbourg pour intégrer la flottille des bâtiments légers du Nord (FLONORD) de la première région maritime. Leur tâche essentielle sera le déminage de la Baie de Seine et des plages du débarquement en Normandie.

## Les unités
| Nom      | indicatif visuel | Lancement        | En Service        | Désarmement     | Transfert       | Marine turque |
| -------- | ---------------- | ---------------- | ----------------- | --------------- | --------------- | ------------- |
| Cybèle   | M712             | 2 mars 1972      | 28 septembre 1972 | 4 juillet 1997  | 4 décembre 1998 | M263 Erdek    |
| Calliope | M713             | 20 octobre 1971  | 28 septembre 1972 | 13 février 1997 | 17 juillet 1998 | M260 Edincik  |
| Clio     | M714             | 10 juin 1971     | 18 mai 1972       | mars 1997       | 15 janvier 1999 | M264 Erdemli  |
| Circé    | M715             | 15 décembre 1970 | 18 mai 1972       | 13 février 1997 | 28 août 1998    | M261 Edremit  |
| Cérès    | M716             | 10 août 1972     | 8 mars 1973       | 1er avril 1998  | 30 octobre 1998 | M262 Enez     |